# Більше ніколи (Гоген)
«Більше ніколи» — одна з найвідоміших картин французького художника Поля Гогена, яку він написав на Таїті в 1897 році. Зберігається в галереї Курто в Лондоні.

## Опис

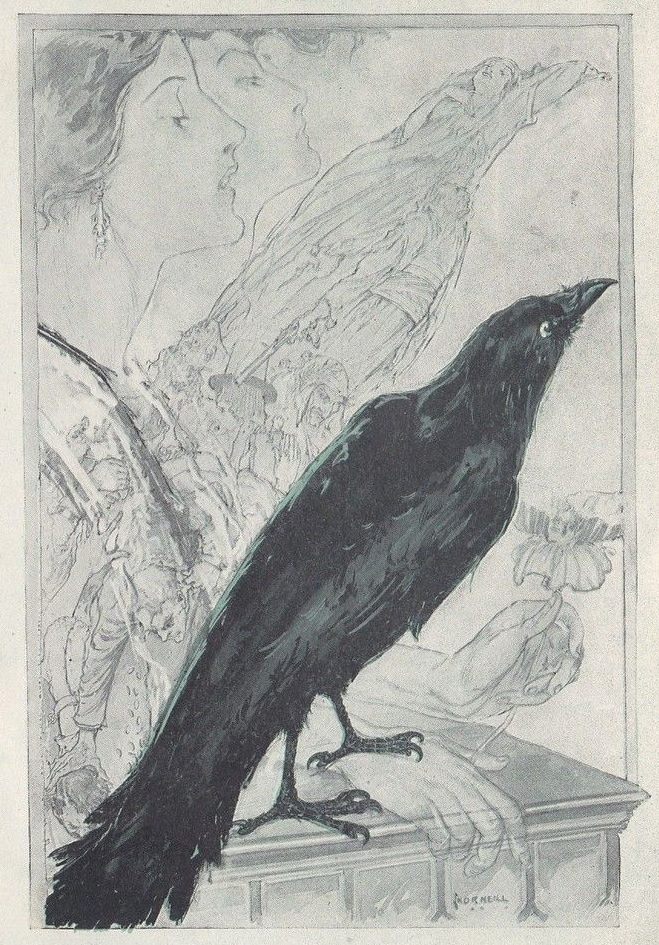
Ворон Едгарда По, ілюстрація Джона Р.Нілла, 1910 рік

У квітні 1897 року Гоген дізнався про смерть своєї найулюбленішої дочки Аліни, яка померла від запалення легенів. Від цієї звістки художник занурився в глибоку депресію і ледь не наклав на себе руки. Тоді ж він написав картину «Більше ніколи».
У верхньому лівому кутку картини видніється напис «Nevermore» (більше ніколи), підпис художника, а поруч зображений крук, що відсилає до вірша Едгара По «Ворон»:
| «Хижий Крук, віщун недолі. Крук, що зветься… «[Більш] Ніколи».[2] |
Вірш наповнений розпачем, але картина не стала ілюстрацією до твору Едгара По. Згодом Гоген писав Монфреду: 

| «Це не ворон Едгара По, а сатанинська птах, який завжди насторожі».[3] |
На картині жахливий ворон По зведений до звичайного декоративного елементу. У центрі картини — лежить таїтянка. Жовта подушка підкреслює красу чорного кучерявого волосся, а червоний колір біля ніг відтіняє смаглявість шкіри.
«Я хотів за допомогою звичайного оголеного тіла відобразити якусь варварську пишність давніх часів, — свідчив Гоген. — Усе свідомо забарвлене в темні й сумні тони, тут немає ані шовку, ані оксамиту, ані батисту, ані золота, які створюють цю пишність, але тільки матерія, що стала коштовною завдяки дотику пензля художника».
Картину «Більш ніколи» Гоген представив на своїй ретроспективній виставці, організованій під час осіннього Салону в 1906 році.
«Більше ніколи» справила великий вплив на Пікассо і Матісса. Зокрема Матісс вже за рік створив картину «Блакитна оголена, спогад про Біскру».
Багато критиків вважали, що «Більш ніколи», як й інша картина «Дух мертвих не спить» навіяні відомою «Олімпією» Едуара Мане. Гоген до від'їзду на Таїті зробив копію цієї картини Мане, натхненної, своєю чергою, «Венерою» Тіціана. Іноді «Дух мертвих не спить» навіть називають «Олімпією з Океанії».

## Галерея

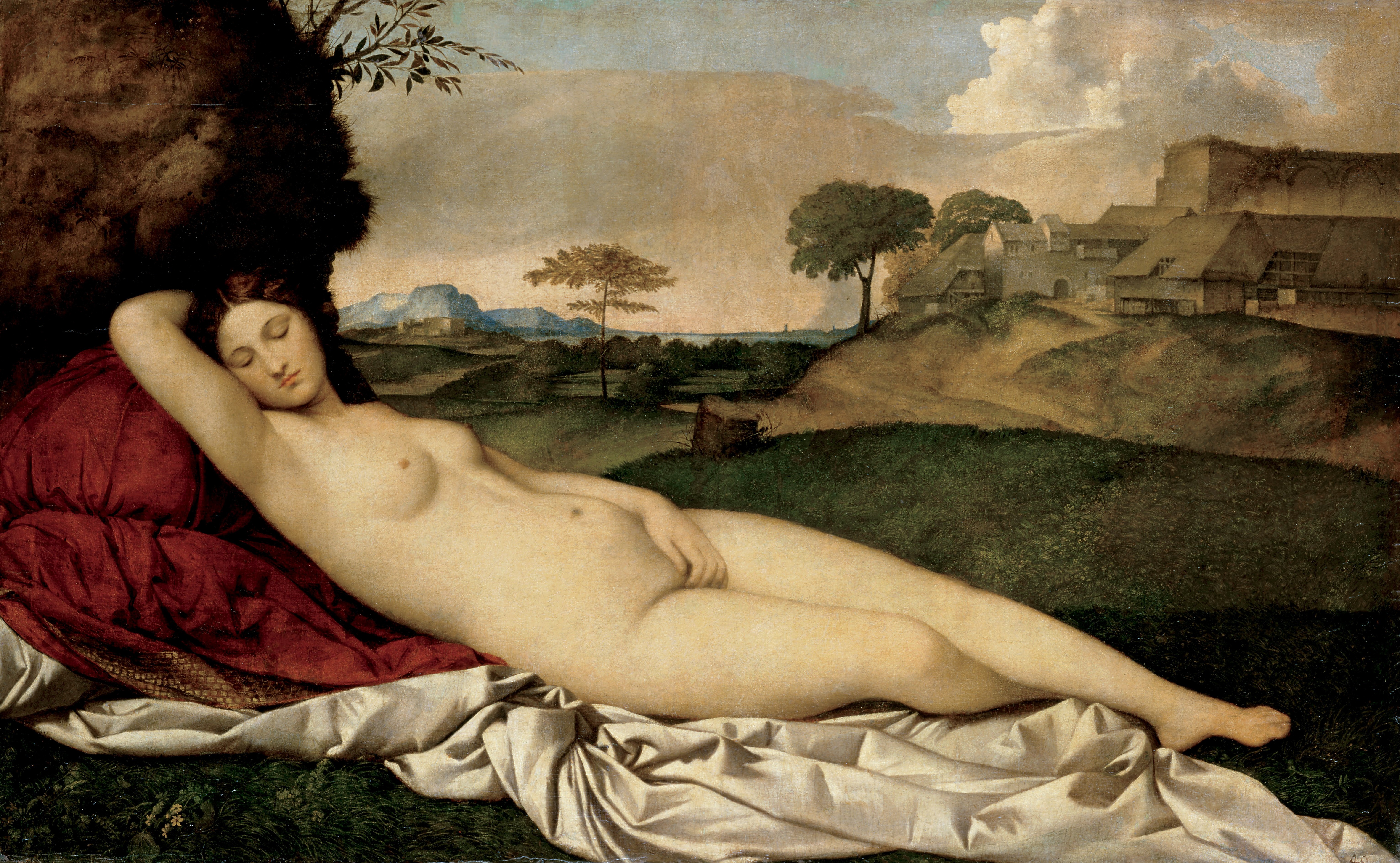
Джорджоне і Тіціан «Венера заснула», 1508
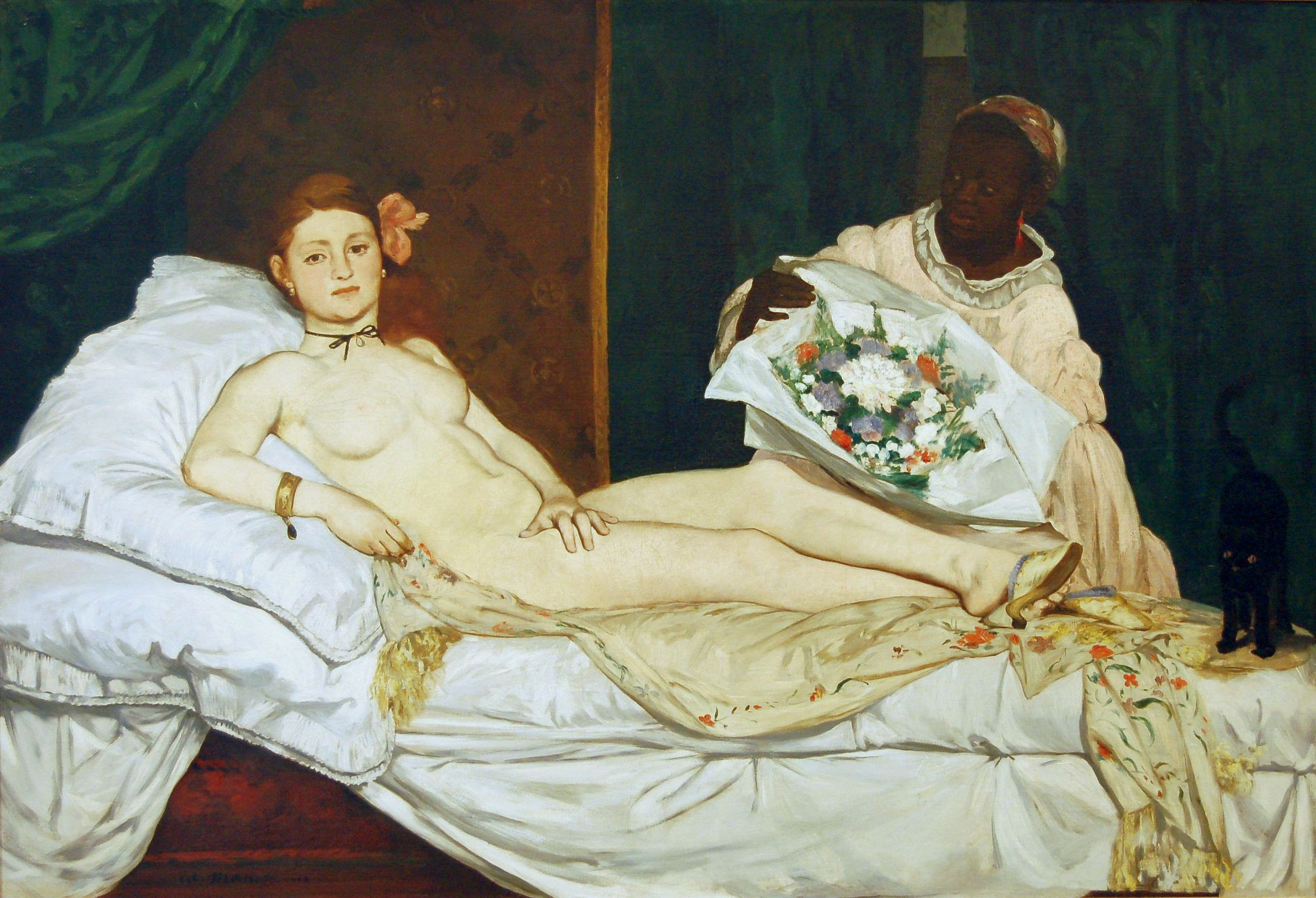
Мане. «Олімпія», 1863
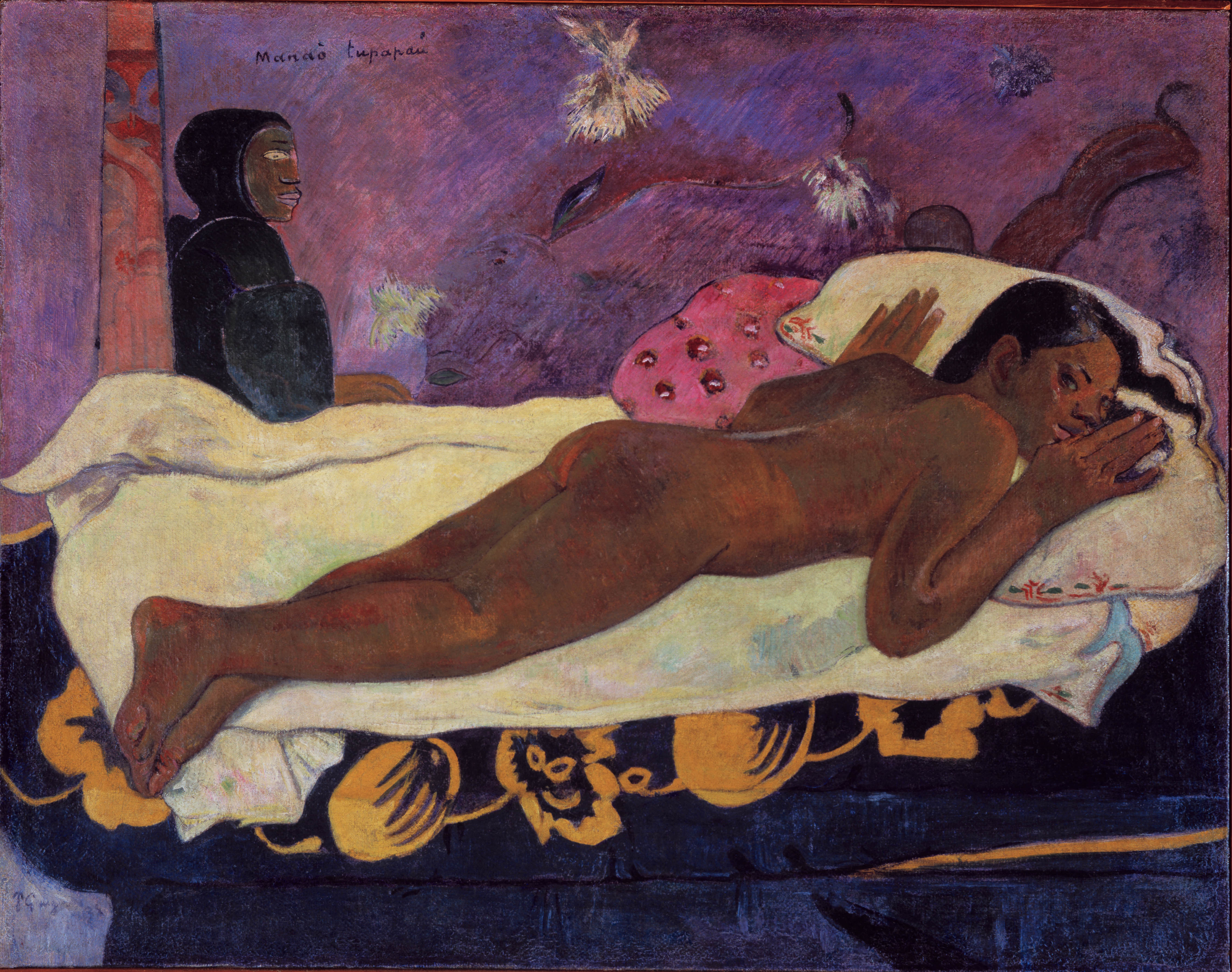
Гоген. «Дух мертвих не спить», 1892